# Islas de Elobey
Die Islas de Elobey (auch: Los Elobeyes oder Islas de Elobi) sind eine Gruppe von zwei Inseln, die sich im Osten der  Bucht von Corisco im Südosten des Golfs von Guinea unmittelbar westlich der Küste des westafrikanischen Staates Äquatorialguinea befinden.

## Geographie
Die Islas de Elobey sind aus  horizontal  gelagertem,  kalkigem  Sandstein aufgebaut,  der  nach  den  gefundenen Versteinerungen  zur  mittleren  Kreidezeit  gehört. Ein  schmaler und seichter Meeresarm trennt beide Inseln, die nahe der Mündung des Flusses Muni an dessen Südseite liegen.
Elobey Grande liegt südlicher und weiter von der Küste. Die Insel ist bergig  und mit Urwald bedeckt. 

## Geschichte
Zur Kolonialzeit waren die Inseln Teil von Spanisch-Guinea, wobei Elobey Chico während der spanischen Kolonialherrschaft bewohnt war und als Sitz des Gouverneurs faktisch die Hauptstadt der auf dem afrikanischen Festland gelegenen Kolonial-Provinz Rio Muni (heute Mbini) bildete.
Zur Kolonialzeit war Elobey Grande von Angehörigen der Mbenga bewohnt.
1968 fiel die Inselgruppe an das nun unabhängige Äquatorialguinea. Die Inseln gehören zur Provinz Litoral des Landes.

## Inseln
- Karte mit allen Koordinaten:
- OSM |
- WikiMap

| Inselname     | Fläche (km²) | Höhe in m | Geokoordinate      |
| Elobey Grande | 2,27         | 20        | 0° 59′ N, 9° 30′ O |
| Elobey Chico  | 0,19         | unbekannt | 1° 1′ N, 9° 31′ O  |